# Sandla
Sandla (Duits: Sandel) is een plaats in de Estlandse gemeente Saaremaa, provincie Saaremaa. De plaats heeft de status van dorp (Estisch: küla) en telt 84 inwoners (2021).
Tot in oktober 2017 behoorde Sandla tot de gemeente Pihtla. In die maand werd Pihtla bij de fusiegemeente Saaremaa gevoegd.
De plaats ligt aan de zuidkust van het eiland Saaremaa en heeft een kleine haven.

## Geschiedenis
Sandla werd in 1645 voor het eerst genoemd als landgoed Sandel. Het landgoed was echter ouder. In 1482 stond het bekend als landgoed Randen.
In 1977 werd het buurdorp Väljaküla bij Sandla gevoegd. In 1997 werd het weer een zelfstandig dorp.